# Pale Communion
Albums de Opeth
Heritage
(2011) Sorceress
(2016)
Pale Communion est le onzième album studio du groupe de metal progressif suédois Opeth. L'album est sorti le 26 août 2014 chez Roadrunner.

## Liste des pistes
1. Eternal Rains Will Come
2. Cusp of Eternity
3. Moon Above, Sun Below
4. Elysian Woes
5. Goblin
6. River
7. Voice of Treason
8. Faith in Others

## Composition du groupe
- Mikael Åkerfeldt – voix, guitare électrique
- Fredrik Åkesson – guitare
- Martín Mendez – guitare basse
- Martin Axenrot – batterie, percussion
- Joakim Svalberg – Piano, Clavier